# ملکی کابررا
ملکی کابررا (اسپانیایی: Melky Cabrera‎؛ زادهٔ ۱۱ اوت ۱۹۸۴) بازیکن بیس‌بال اهل جمهوری دومینیکن است.
از باشگاه‌هایی که در آن بازی کرده‌است می‌توان به نیویورک یانکیز اشاره کرد.
وی در مسابقات کشوری و بین‌المللی در مجموع برندهٔ ۱ مدال برنز شده‌است.